# Masakra (album)
Masakra – siódmy album studyjny zespołu Republika. Wydana w 1998 roku. Płyta nagrana została w tydzień 2–9 września. Dodatkowym kompozytorem oprócz Grzegorza Ciechowskiego został Zbyszek Krzywański.
Na tej płycie można usłyszeć bardziej „elektroniczne” brzmienie Republiki. Zespół wspiera się tu samplerami i instrumentami wirtualnymi, ale także zostaje przy charakterystycznym brzmieniu gitarowym i mocnym wokalu.
Produkcja i aranżacja nagrań – Grzegorz Ciechowski. Realizacja nagrań i mastering – Leszek Kamiński. Kierownictwo organizacyjne, manager – Jerzy Tolak.
W dzień premiery do albumu dodawany był banknot z teledysku „Mamona”.
Niektóre utwory z tej płyty („Masakra”, „Mamona” i „Odchodząc”) w koncertowym wydaniu można znaleźć na płycie Republika.
Jedyne wydawnictwo zawierające wszystkie utwory z Masakry w wersji koncertowej to Trójka Live – Republika.

## Spis utworów
1. „Masakra” (muz. Grzegorz Ciechowski, Zbigniew Krzywański sł. Grzegorz Ciechowski) – 3:47
2. „Mamona” (muz. Grzegorz Ciechowski, Zbigniew Krzywański sł. Grzegorz Ciechowski) – 3:38
3. „Odchodząc” (muz. Grzegorz Ciechowski, Zbigniew Krzywański sł. Grzegorz Ciechowski) – 3:57
4. „13 cyfr” (muz. Grzegorz Ciechowski, Zbigniew Krzywański sł. Grzegorz Ciechowski) – 4:44
5. „Przeczekajmy noc” (muz. Grzegorz Ciechowski, Zbigniew Krzywański sł. Grzegorz Ciechowski) – 4:14
6. „Sado-maso piosenka” (muz. Grzegorz Ciechowski, Zbigniew Krzywański sł. Grzegorz Ciechowski) – 3:14
7. „Raz na milion lat” (muz. Grzegorz Ciechowski, Zbigniew Krzywański sł. Grzegorz Ciechowski) – 5:06
8. „Gramy dalej” (muz. Grzegorz Ciechowski, Zbigniew Krzywański sł. Grzegorz Ciechowski) – 3:40
9. „Strażnik snu” (muz. Grzegorz Ciechowski, Zbigniew Krzywański sł. Grzegorz Ciechowski) – 4:11
10. „Koniec czasów” (muz. Grzegorz Ciechowski, Zbigniew Krzywański sł. Grzegorz Ciechowski) – 4:41

Do utworów „Mamona” i „Odchodząc” zostały nakręcone teledyski.
Dodatkowo, w wydawnictwie Komplet na Masakrze znalazły się dodatkowe 4 ścieżki:
- „Nie pójdę do szkoły” – utwór napisany na dwudziestolecie Republiki
- „Moja Angelika” – utwór do filmu o tym samym tytule. Do niego został także nakręcony teledysk
- „Biała Flaga” i „Śmierć w Bikini” obie wersje opatrzone tytułem (2001 Remix). Remiksy dwóch hitów Republiki.

## Autorzy
- Grzegorz Ciechowski – wokal, instrumenty klawiszowe, flet, słowa, kompozycje
- Zbigniew Krzywański – gitara, harmonijka ustna, wokal wspierający, kompozycje
- Leszek Biolik – gitara basowa
- Sławomir Ciesielski – perkusja, wokal wspierający